# Юксел Чаушев
Юксел Чаушев е български драматичен режисьор.

## Биография
Юксел Чаушев е роден на 16 октомври 1939 година в село Острово, Разградско. Завършва актьорско майсторство в класа на проф. Владимир Трендафилов и постъпва на работа в Разградския театър. Кандидатства режисура във ВИТИЗ, но годината е обявена за студенти – нулева и е изпратен в Университета по Изкуство и Култура в Баку, Азербайджан, където завършва специалност режисура с отличен успех. На 22 юли 1962 година се жени за Медиха. Техен син е Ерхан Чаушев, който е юрист и член на ЦИК.
В периода от 2004 до 2008 година е директор на ДМДТ „Назъм Хикмет“. През месец октомври 2009 година навършва 70 години и отбеляза 50–годишнина на творческата си дейност.
Съставителите Анатолий Кънев и Ерхан Чаушев от КПД „Родно Лудогорие“ – София през 2015 година издадоха „Книга за Юксел Чаушев“ под заглавието „Тук на тази земя“, в която подробно се описва цялостния житейски и творчески път на актьора, режисиора и общественика Юксел Чаушев. Умира внезапно на 13 август 2018 година на 78-годишна възраст.

## Творчество
Неговите роли и режисура в пиесите са „Към пропаст“ от Иван Вазов, „Майстори“ на Рачо Стоянов, „Септемврийска балада“ на Тодор Генов, генерал Захари Захариев в пиесата „Вярност“; „Златното покритие“ на Драгомир Асенов, пиесата „Провинциални анекдоти“ на Александър Вампилов и много др.

## Отличия
На 27 януари 2010 година е удостоен със званието почетен гражданин на Разград. Носител е на орден „Кирил и Методий“ – ІІ степен; на грамота и Плакет за цялостен принос към културата на Република България. Той е една от стоте личности на ХХ век в книгата на Вера Мутафчиева „Историята, населена с хора“.